# Grand Est
Grand Est (wymowaⓘ, ɡʁɑ̃t‿ɛst; alz. Grossa Oschta, luks. Grouss Osten, re-fra. Groß Oschte, niem. Großer Osten) – region administracyjny Francji ustanowiony z dniem 1 stycznia 2016. Stolicą jest Strasburg. Do września 2016 region nosił tymczasową nazwę Alzacja-Szampania-Ardeny-Lotaryngia (ACAL), odzwierciedlającą nazwy łączonych w ramach reformy administracyjnej regionów: Alzacja, Lotaryngia i Szampania-Ardeny.
Główne rzeki regionu to Sekwana, Moza i Ren. Zajmuje powierzchnię 57 433 km², jest piątym co do wielkości we Francji regionem. Obejmuje dwa pasma górskie (Wogezy i Ardeny). Graniczy z Belgią, Luksemburgiem, Niemcami i Szwajcarią. W 2017 roku liczył 5 549 586 mieszkańców. Znajduje się częściowo na terenie tzw. europejskiego banana. W Grand Est znajduje się m.in. lunapark Parc du Petit Prince oraz Rezerwat Biosfery Mozeli Południowej.

## Podział administracyjny

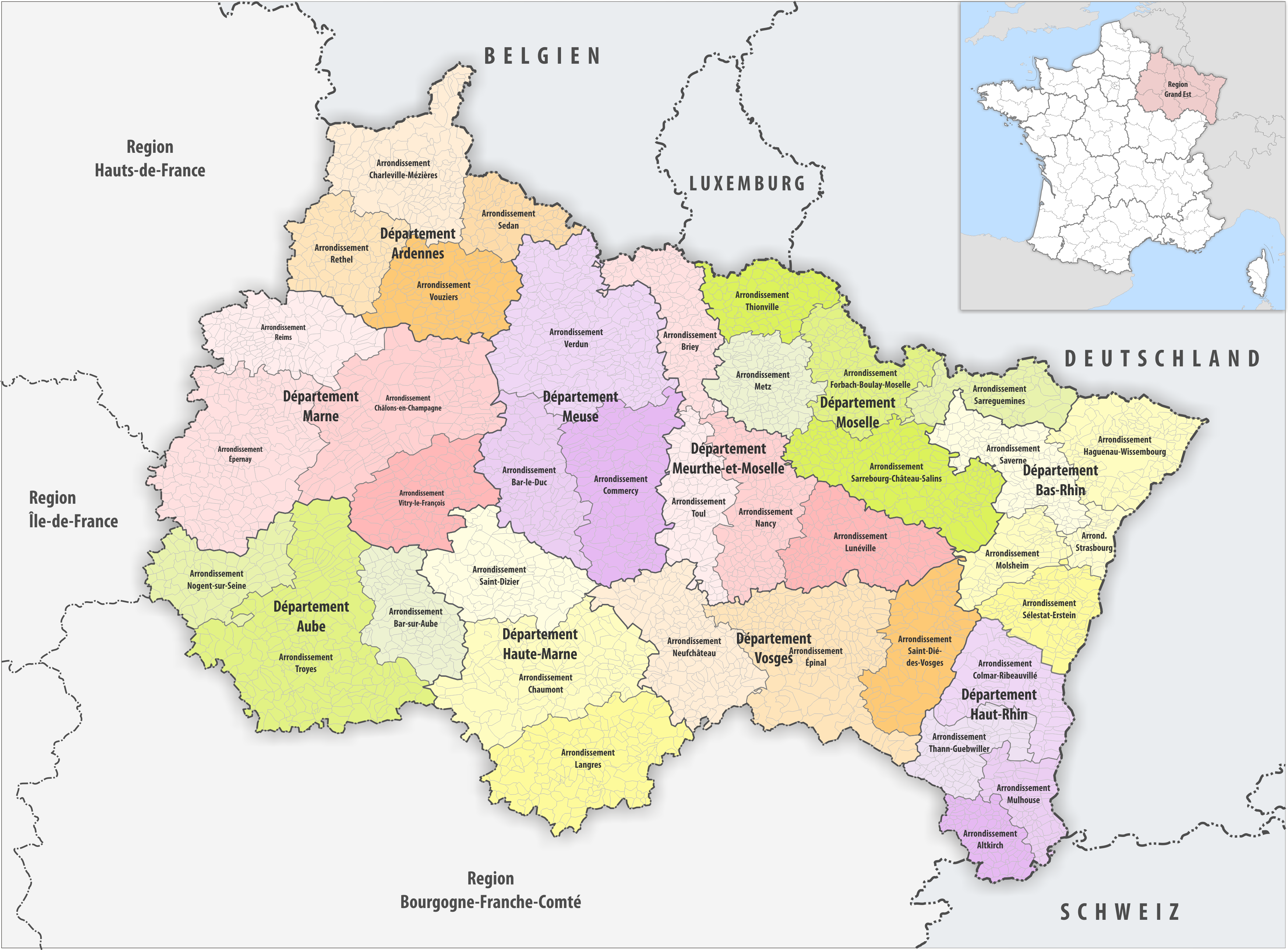
Podział regionu na departamenty i okręgi (arrondissement)

Logo regionu Grand Est

W skład regionu wchodzi 10 departamentów:

- Ardeny (Ardennes)
- Aube
- Dolny Ren (Bas-Rhin)
- Górna Marna (Haute-Marne)
- Górny Ren (Haut-Rhin)
- Marna (Marne)
- Meurthe i Mozela (Meurthe-et-Moselle)
- Moza (Meuse)
- Mozela (Moselle)
- Wogezy (Vosges)

## Miejscowości
Największe miejscowości regionu (w nawiasach liczba ludności w 2020 roku):

- Strasburg (Strasbourg, 290 576)
- Reims (180 318)
- Metz (120 211)
- Miluza (Mulhouse, 108 038)
- Nancy (104 403)
- Colmar (68 294)
- Troyes (62 597)
- Charleville-Mézières (46 388)
- Châlons-en-Champagne (44 336)
- Thionville (41 383)
- Haguenau (35 448)
- Schiltigheim (33 993)
- Épinal (31 832)
- Vandœuvre-lès-Nancy (29 723)
- Illkirch-Graffenstaden (27 087)
- Saint-Dizier (23 085)
- Saint-Louis (22 835)
- Épernay (22 362)
- Montigny-lès-Metz (21 788)
- Chaumont (21 770)
- Forbach (21 509)
- Sarreguemines (20 555)
- Lingolsheim (19 797)
- Saint-Dié-des-Vosges (19 490)
- Sélestat (19 279)
- Lunéville (17 858)
- Bischheim (17 520)
- Yutz (17 304)
- Verdun (16 877)
- Sedan (16 376)
- Hayange (15 994)
- Toul (15 857)
- Saint-Avold (15 171)
- Longwy (15 117)
- Wittenheim (15 065)

## Kontrowersje

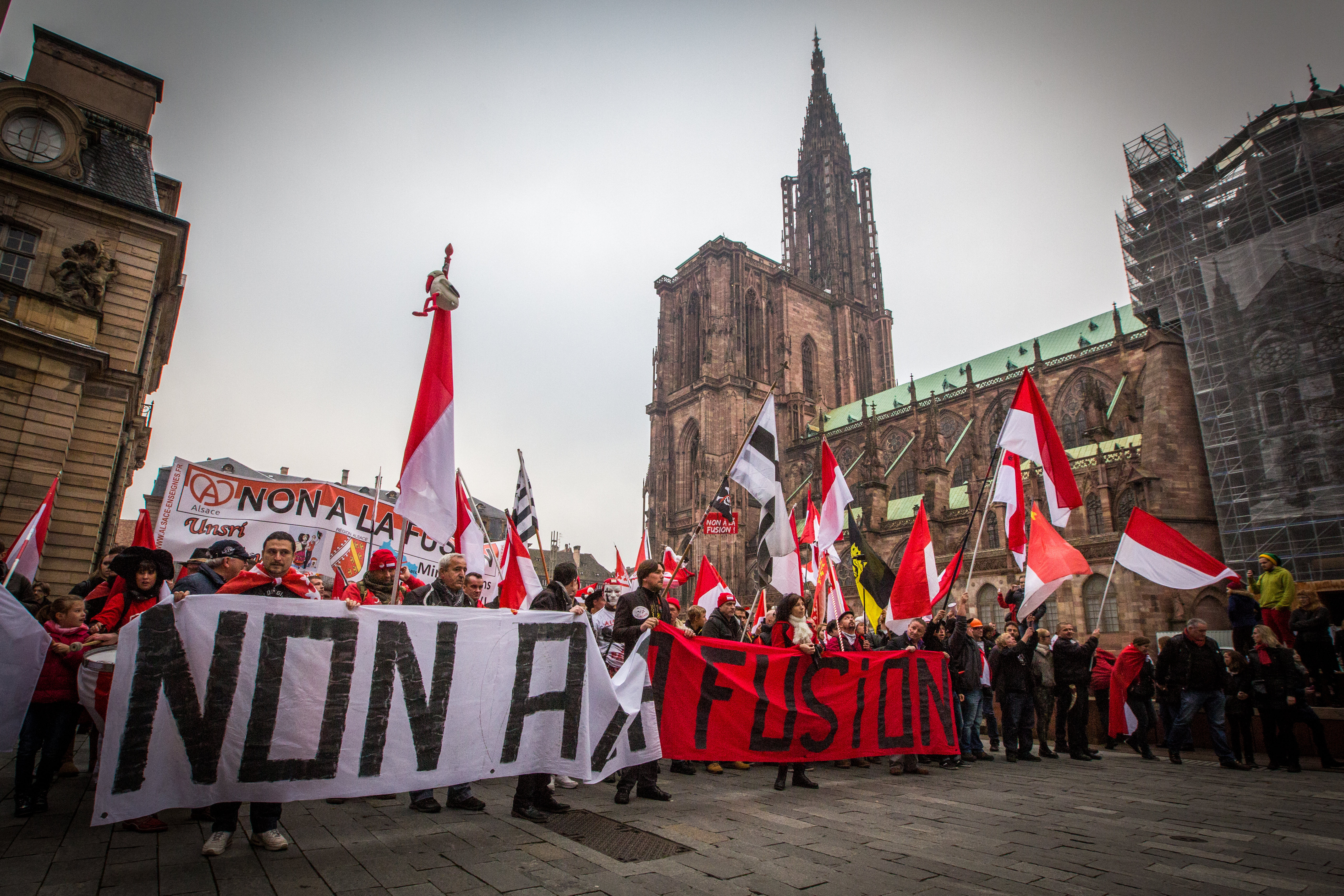
Manifestacja w Strasburgu przeciwko połączeniu regionów (23 listopada 2014)

Społeczność z Alzacji i Lotaryngii uważa, iż region został utworzony w celu ograniczenia ich praw i autonomii. W 2016 roku odbywały się protesty przeciw takiej zmianie administracyjnej. Społeczność alzacka i lotaryńska miała bowiem o wiele dalej posunięte prawa niż pozostałe regiony Francji.
W odpowiedzi na protesty rząd francuski utworzył CEA (collectivité européenne d’Alsace), czyli Europejski Kolektyw Alzacji, łączący dwa alzackie departamenty Bas-Rhin i Haut-Rhin. 1 stycznia 2021 r. te departamenty połączą się w jedną wspólnotę terytorialną, ale pozostaną częścią regionu Grand-Est. Utworzenie zostało przegłosowane przez francuski parlament w dniu 25 lipca 2019 r. (ustawa 2019-816 z dnia 2 sierpnia 2019).
Mieszkańcy Alzacji już w 2013 roku głosowali w referendum przeciwko jednej zbiorowości terytorialnej, w departamencie Haut-Rhin – mniej zaludnionym – większość wyborców odrzuciła propozycję połączenia i referendum dało wynik negatywny (56% przeciw połączeniu).
Alzacja po połączeniu departamentów zyska status podobny do statusu Korsyki oraz departamentów zamorskich. W ustawie powstały zapisy dotyczące promowania języków regionalnych w szkole i utworzeniu komitetu ds. języka niemieckiego w Alzacji.

## Herbarz

Herb Alzacji
Herb Lotaryngii
Herb Szampanii-Ardenów